# Châtel-Moron
Châtel-Moron – miejscowość i gmina we Francji, w regionie Burgundia-Franche-Comté, w departamencie Saona i Loara.
Według danych na rok 1990 gminę zamieszkiwały 64 osoby, a gęstość zaludnienia wynosiła 10 osób/km² (wśród 2044 gmin Burgundii Châtel-Moron plasuje się na 846. miejscu pod względem liczby ludności, natomiast pod względem powierzchni na miejscu 1151.).